# Геройское (Раздольненский район)

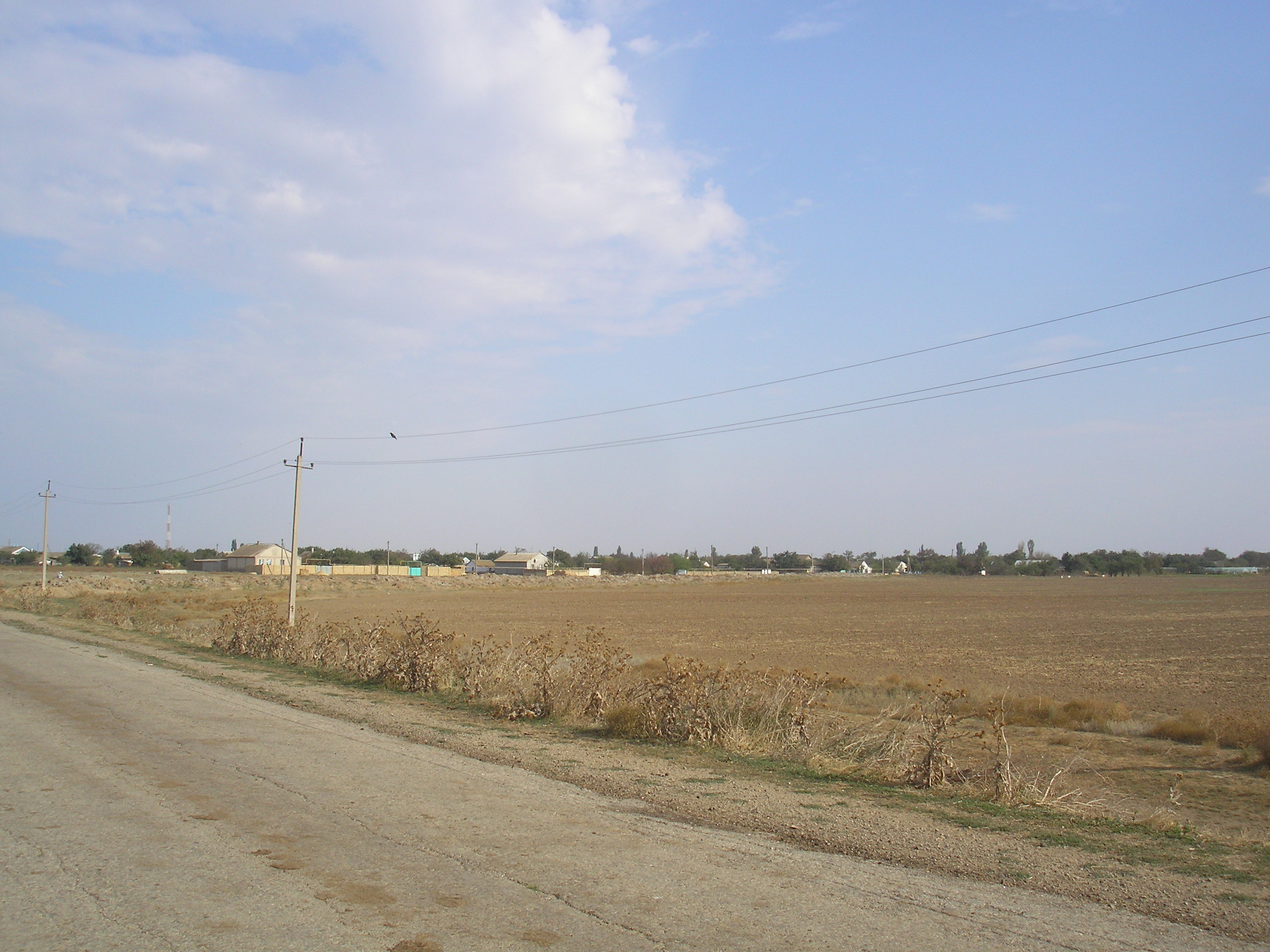
Юго-восточная окраина Кропоткино, бывшее Геройское.

Геро́йское (до 1948 года Кульджана́й; укр. Геройське, крымскотат. Qul Canay, Къул Джанай) — исчезнувшее село в Раздольненском районе Республики Крым, располагавшееся на севере района, в степной части Крыма, включённое в состав села Кропоткино, сейчас — юго-восточная окраина села.

### Динамика численности населения
| - 1864 год — 81 чел. - 1889 год — 177 чел. - 1892 год — 184 чел. - 1900 год — 231 чел. | - 1915 год — 52/32 чел. - 1926 год — 97 чел. - 1939 год — 51 чел. |

## История
Первое документальное упоминание села встречается в Камеральном Описании Крыма… 1784 года, судя по которому, в последний период Крымского ханства Когерай входил в Мангытский кадылык Козловскаго каймаканства. Видимо, деревня была покинута жителями, эмигрировавшими в Турцию, ещё при присоединении Крыма к России, поскольку в документах конца XVIII — начала XIX века не упоминается. Но на военно-топографической карте генерал-майора Мухина 1817 года деревня Кулдженай обозначена пустующей, а на картах 1836 и 1842 года — уже развалины деревни Конджалай.
В 1860-х годах, после земской реформы Александра II, деревню приписали к Биюк-Асской волости. Согласно «Памятной книжке Таврической губернии за 1867 год», деревня была покинута жителями в 1860—1864 годах — в результате эмиграции крымских татар, особенно массовой после Крымской войны 1853—1856 годов, в Турцию, а позже вновь заселена татарами. В эти годы близлежащие поселения, ввиду малости, записывали вместе, и в «Списке населённых мест Таврической губернии по сведениям 1864 года», составленном по результатам VIII ревизии 1864 года, числится Ток-Шеих (или Кульджанай) — общинная татарская деревня, с 8 дворами, 81 жителем и мечетью (на трёхверстовой карте 1865—1876 года также обозначена одна деревня Коджалай-Ток-Шеих с 5 дворами). В «Памятной книге Таврической губернии 1889 года», включившей результаты Х ревизии 1887 года, уже в отдельной деревне Кульджанай числилось 28 дворов и 177 жителей. Согласно «…Памятной книжке Таврической губернии на 1892 год», в деревне Кульджанай, входившей в Кульджанайское сельское общество, было 184 жителя в 20 домохозяйствах.
Земская реформа 1890-х годов в Евпаторийском уезде прошла после 1892 года; в результате Кульджанай приписали к Коджанбакской волости. По «…Памятной книжке Таврической губернии на 1900 год» в деревне, составлявшей Кульджанайское сельское общество, числился 221 житель в 30 дворах. По Статистическому справочнику Таврической губернии. Ч.II-я. Статистический очерк, выпуск пятый Евпаторийский уезд, 1915 год, в имении Кульджанай (М. С. Луцкого) Коджамбакской волости Евпаторийского уезда числилось 8 дворов (все дворы с землёй) с населением в количестве 52 человек приписных жителей и 32 — «посторонних», из которых 59 мужчин и 23 женщины. В имении числилось 1338 десятин удобной земли. В хозяйствах имелось 111 лошадей, 24 вола, 13 коров и 185 голов мелкого скота.
После установления в Крыму Советской власти, по постановлению Крымревкома от 8 января 1921 года № 206 «Об изменении административных границ» была упразднена волостная система и в составе Евпаторийского уезда был образован Бакальский район, в который включили село, а в 1922 году уезды получили название округов. 11 октября 1923 года, согласно постановлению ВЦИК, в административное деление Крымской АССР были внесены изменения, в результате которых округа были отменены, Бакальский район упразднён и село вошло в состав Евпаторийского района. Согласно Списку населённых пунктов Крымской АССР по Всесоюзной переписи 17 декабря 1926 года, в селе Кульджанай (русский), Ак-Шеихского сельсовета Евпаторийского района, числилось 5 дворов, все крестьянские, население составляло 36 человек, все русские В Кульджанае (татарском), того же сельсовета, было 15 дворов, все крестьянские, население составляло 61 человек, из них 60 татар и 1 русский (ещё раз отдельно русский и татарский Кульджанай встречаются на картах 1926 и 1931 года). После создания в 1935 году Ак-Шеихского района (переименованного в 1944 году в Раздольненский) Кульджанай включили в его состав. По данным всесоюзной переписи населения 1939 года в селе Кульджанай (татарский) проживал 51 человек.
В 1944 году, после освобождения Крыма от фашистов, согласно Постановлению ГКО № 5859 от 11 мая 1944 года, 18 мая крымские татары были депортированы в Среднюю Азию. С 25 июня 1946 года Кульджанай в составе Крымской области РСФСР. Указом Президиума Верховного Совета РСФСР от 18 мая 1948 года Кульджанай переименовали в Геройскую. 26 апреля 1954 года Крымская область была передана из состава РСФСР в состав УССР. До 1960 года, поскольку в «Справочнике административно-территориального деления Крымской области на 15 июня 1960 года» селение уже не значилось, посёлок Геройское присоединили к селу Кропоткино (согласно справочнику «Крымская область. Административно-территориальное деление на 1 января 1968 года» — в период с 1954 по 1968 годы).